# Instituto Panameño de Educación por Radio
El Instituto Panameño de Educación por Radio (Iper) es una entidad educativa panameña, fundada en mayo del 2001 por el Padre Fernando Guardia Jaén.
El Iper, con el programa Maestro en casa, tiene como principal objetivo educar a la población panameña mediante la colaboración de voluntarios a través de clases radiales.
Su programa educativo está avalado por el Meduca e incluye desde alfabetización hasta un bachillerato, con cobertura nacional, a excepción de la comarca Guna Yala y Bocas del Toro. Durante el primer trimestre de 2020 la demanda estudiantil fue de 1507 con 247 maestros voluntarios.
El contenido de las clases, además de la radio, también puede obtenerse a través de la web y medios digitales por lo que durante la Pandemia de COVID-19 sus estudiantes no se vieron afectados.